# Bodroghalom
Bodroghalom is een plaats (község) en gemeente in het Hongaarse comitaat Borsod-Abaúj-Zemplén. Bodroghalom telt 1377 inwoners (2001).